# أليكساندر نونيز
أليكساندر نونيز هو فنان برتغالي، ولد في 1974.